# Gonda József (író)
Gonda József, 1901-ig Gravátz József Lajos, (Hódmezővásárhely, 1877. október 22. – Budapest, 1913. április 18.) író, újságíró, városi tanácsnok.

## Élete
Római katolikus vallású, apja Gravátz Lajos, anyja Tamás Mária volt. 1894-ben szülővárosában Magyar Róna címmel hetilapot indított, amely azonban egy számot ért meg (Dura Máté és Zempléni Árpád írásaival). Ugyanezen évtől fogva a Budapesti Tudományegyetemen tanult jogot, majd Szegeden, Aradon és a magyar fővárosban volt újságíró. 1902-től fogva tizenegy éven át volt szülővárosában városi tanácsnok. 1904–05-ben Vásárhelyi Ellenzék címmel szerkesztett napilapot, 1910–12 között pedig a Jövendő főszerkesztője volt. 1913-ban Budapesten halt meg egy szanatóriumban. Haláláról beszámolt a Budapesti Hírlap. Hódmezővásárhelyen temették el. Felesége Horváth Jolán volt, közös gyermekük; Gonda József István ügyvéd, lapszerkesztő, sakkozó.

## Művei
- Hangulatok – Loreley (novellák, Hódmezővásárhely, 1897)
- Új oltár új istenek (novellák, Hódmezővásárhely, 1907)
- Semper idem (tanulmányok, Ignotus előszavával, Budapest, 1912)